# Odontostomum
Odontostomum là một chi thực vật có hoa trong họ Tecophilaeaceae.